# ブラッド・スローン
『ブラッド・スローン』（原題: Shot Caller）は、2017年のクライムスリラー映画。原題の（Shot Caller）は刑務所でのスラングで、「リーダー」を意味する。

## 概要
「松竹エクストリームセレクション」の第三弾作品。

## あらすじ
愛する家族に恵まれエリート人生を歩んできたジェイコブは、飲酒運転による交通事故をきっかけに16か月の刑に服すことになるが、刑務所は予想以上に過酷だった。弱い者が標的にされていく中、生き残るための戦いを余儀なくされたジェイコブは自分を鍛え上げ売られた喧嘩に勝利することで認められ、派閥のひとつに受け入れられ、自分の居場所を獲得する。グループの庇護下で身の危険が減った反面、反抗の許されないボスの命令に服従するうち、殺しにも手を染めていく。家族にはますます顔向けできなくなり、刑期は延びていく。後戻りのできない状況の中、頑なに家族との連絡を避ける一方、ギャング内で次第にのし上がっていくジェイコブ。そして10年の刑期が終わるが、檻の中からすべてのギャングを支配するボス、ビーストに、出所後は銃器の取引を仕切るよう命令され、断れば家族の安全は保証しないと言われる。出所後も不意の銃撃や、警察の執拗な捜査、仲間の裏切り、いつ訪れるか分からない家族の危険への不安など、何ひとつ好転していない状況に苛立ちを覚える。結局、取引現場で警察に逮捕され元の刑務所に逆戻りしたジェイコブは、怒り狂ったビーストに呼び出される。ビーストの前に来たジェイコブは自前の道具で手錠を外し、看守を閉じ込めると、ビーストを見据える。ビーストは、ジェイコブが自分を殺すためにわざと逮捕されここに舞い戻ったのだと悟る。ジェイコブはビーストを殺し「家族には手を出させない」と言う。終身刑となり同時に刑務所の新しいボスとなったジェイコブの元に手紙が届く。手紙には、あなたと同じ道を歩まない、前に踏み出す、母を守る、あなたを許す、息子よりという内容が書いてあった。

## キャスト
※括弧内は日本語吹替
- ジェイコブ・"マネー"・ハーロン[2] - ニコライ・コスター＝ワルドー （宮内敦士）
- エド・カッチャー - オマリ・ハードウィック（英語版）[3]（竹田雅則）
- ケイト・ハーロン - レイク・ベル[3]（ちふゆ）
- フランク "ショットガン" - ジョン・バーンサル[3]（坂詰貴之）
- ハウイ - エモリー・コーエン[3]（宮本昌輝）
- ボトルズ - ジェフリー・ドノヴァン[3]（椙本滋）
- チョッパー - エヴァン・ジョーンズ[4]
- サンチェス - ベンジャミン・ブラット[5]（荒井勇樹）
- ジェリー・"ビースト"・マニング - ホルト・マッキャラニー[6]（楠見尚己）

## 評価
本作は批評家から肯定的に評価された。多くの批評家がニコライ・コスター＝ワルドーの演技を賞賛している。映画批評集積サイトのRotten Tomatoesでは、23件のレビューに基づいて74％の支持率を得ており、平均得点は6.2 / 10である。